# Rumänien i olympiska sommarspelen 1968
Rumänien deltog med 82 deltagare vid de olympiska sommarspelen 1968 i Mexico City. Totalt vann de fyra guldmedaljer, sex silvermedaljer och fem bronsmedaljer.

## Medaljer

### Guld
- Viorica Viscopoleanu - Friidrott, längdhopp.
- Lia Manoliu - Friidrott, diskuskastning.
- Ion Drîmbă - Fäktning, florett.
- Ivan Patzaichin och Serghei Covaliov - Kanotsport, C-2 1000 meter.

### Silver
- Ilona Silai - Friidrott, 800 meter.
- Mihaela Peneș - Friidrott, spjutkastning.
- Anton Calenic, Haralambie Ivanov, Dimitrie Ivanov och Mihai Ţurcaş - Kanotsport, K-4 1000 meter.
- Ion Monea - Boxning, lätt tungvikt.
- Ion Baciu - Brottning, bantamvikt.
- Marcel Roşca - Skytte, snabbpistol.

### Brons
- Ecaterina Iencic-Stahl, Ileana Gyulai-Drimba-Jenei, Maria Vicol, Olga Orban-Szabo och Ana Dersidan-Ene-Pascu - Fäktning, florett lag.
- Viorica Dumitru - Kanotsport, K-1 500 meter.
- Calistrat Cuţov - Boxning, lättvikt.
- Simion Popescu - Brottning, fjädervikt.
- Nicolae Martinescu - Brottning, lätt tungvikt.